# Proteomika
A proteomika fehérjék teljes körű, összetett, minőségi és funkcionális vizsgálata, és az ezt végző molekuláris biológiai illetve sejtbiológiai résztudományág neve. Módszereinek kifejlesztésében számos kutató működött közre (Anderson – 1998; Tanaka, Fenn – 2002, Nobel-díj).

## Proteomika általában

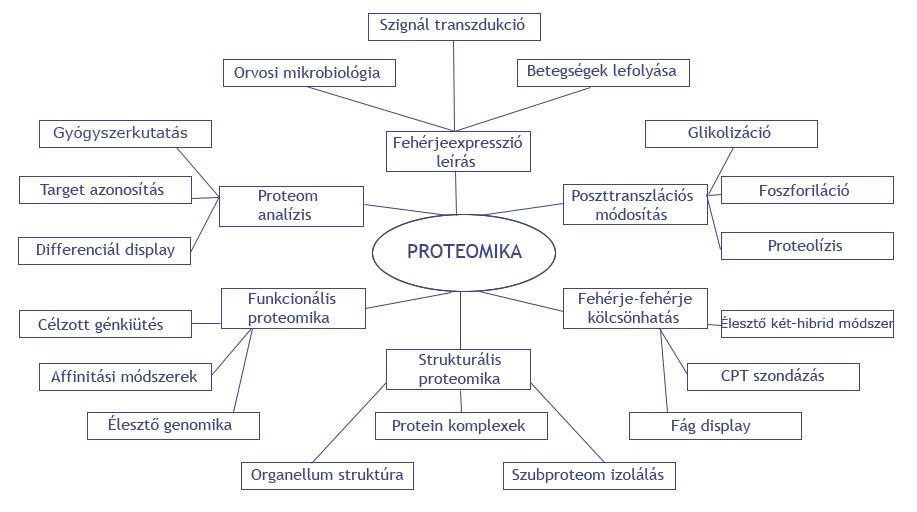
A proteomika tudományterületei és felhasználásuk

Amint a humán genetikai kutatási program az emberi genom teljes megismerésével egy új szakaszba lépett, lehetőségként kínálkozott molekuláris információs szinten is értelmezni a sejt élettani alapjait. Az elmúlt évtized ilyen értelemben számos új területet hozott létre, mint potenciális lehetőség a sejt funkcionális-informatív működésének feltárását illetően. Ennek egyik példája a proteomika, melynek célja fehérjék azonosítása, lokalizációjuk a sejten belül, működésük és szerepük in vivo. A kutatása ezeknek a folyamatoknak ugyanakkor nem könnyű. A viszonylag statikus genomi állapot és a fehérjék dinamikus viselkedésének eltérő mivoltja, a génexpressziós mintázatnak a sejtciklus fázisaiban differenciált működési mechanizmusa, a számos külső stimulus (hőmérséklet, apoptotikus jelek, külső stresszhatások) még inkább megnehezíti az egzakt leírását ennek a dinamikus jelenséghalmaznak. Továbbá megjegyzendő, hogy az ún. alternatív splicing és a poszt-transzlációs folyamatok jelenléte szinte teljesen átértékeli a korábban gondolt egy gén–egy fehérje elméletet.
A jelenlegi proteomikai vizsgálatok két területre összpontosítanak: a funkcionális proteomika (fehérje aktivitás, jelátvivő útvonalak, multiprotein komplexek) és a expressziós proteomika (szabályzás). Ez utóbbi rendellenes működésű sejtek génexpressziós túl- vagy alulszabályozási folyamatait tanulmányozza, így diagnosztikus felhasználást is nyerhetnek. A funkcionális proteomika molekuláris hálózatok és útvonalak térbeli és időbeli kiterjedését kutatja élő sejtekben.
A génszekvencia vizsgálatok általánossá válásával lehetővé vált számos eddig ismeretlen fehérjefunkció feltárása. A kutatások több mindeddig ellentmondásosnak tűnt jelenséget magyaráztak meg segítségével, amik például génkódolással, kromoszómák lokalizációjával, szabályzó mechanizmusokkal voltak kapcsolatosak.

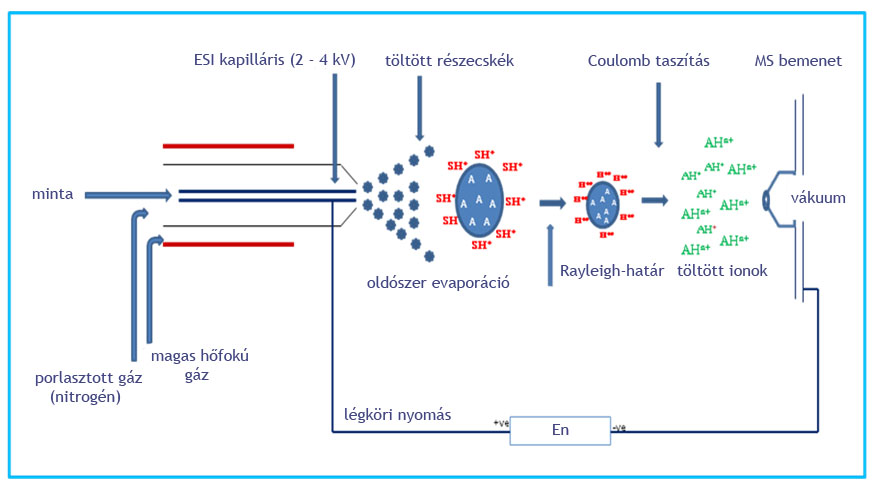
Elektrospray ionizáció folyamatának sematikus ábrája

## Fehérjeazonosítás spektrometriás módszerekkel
Elválasztásukat egy- vagy kétdimenziós (2D) elektroforézissel, MALDI tömegspektrometriás eljárással végzik. A fehérjéket kinyerik a gélből, jódacetamiddal kezelik, hogy diszulfid-hidak képződését megakadályozzák, majd tripszinnel kezelik. A kapott terméket MALDI-MS technikával vizsgálják.

### MALDI-MS
A MALDI (matrix associated laser desorption ionisation) az egyik legelterjedtebb biomolekuláris analitikai eljárás peptidek, fehérjék azonosítására (Hillenkamp – Karas, 1988). A módszer tulajdonképpen speciális porlasztásos ionizációs folyamat, amelyben a vizsgálandó anyagot speciális mátrix elemmel kristályosítanak ki (valamilyen szerves savval) és lézerrel sugározzák be. A mátrix, amelybe az analizálandó anyagot beágyazzák, kulcsszerepet játszik, ugyanis a sugárzást nagymértékben abszorbeálni képes, egyúttal mint protondonor és -akceptor működik.

## A kulcsfehérjék azonosítása funkcionális proteomikai eljárással
A dinamikus fehérjeútvonalak szereplőinek azonosítása alapjában affinitási módszereken alapul. Az alapötlet, hogy a kérdéses fehérjét a sejtközegből úgy vonják ki, hogy a jelölt fehérje specifikus partnereit is egyben kinyerjék. A fehérje, amelynek segítségével a funkcionális fehérjehálózatot azonosíthatják, valamilyen hibrid – gyakran glutation-S-transzferázzal vagy más epitóppal (FLAG, HA, c-myc) fuzionált, esetleg poli-His (Hisztidin) farkat tartalmaz vagy biotinnal módosított. A célfehérjét (amellyel az dinamikus fehérjehálózatot azonosítják) agaróz gélben rögzítik és ún. ATL (anti-tag ligand) címkével (glutation, anti-epitóp antitest, Ni ionok, sztreptavidin) látják el. A célfehérje – a rendszerben előforduló kommunikációs hálózatban jelenlévő fehérjepartnerekkel kölcsönhatást létesít, míg a nem interaktív proteineket később kimossák. A fehérjerendszereket MALDI/MS technikával vagy fingerprint eljárással azonosítják. Ilyen módszerrel azonosították például a ZnF224 transzkripciós faktort, mely az egyik legnagyobb (82 kDa) méretű fehérjékkel rendelkező család (ún. Krüppel-szerű cink-ujj fehérjecsalád) az emberi aldoláz-A gén negatív szabályzó elemének promóter régiójához kötődik.

## Fehérjék azonosítása szekvencia-specifikus tömegspektrometriával
A tandem tömegspektrométerek számos változata már képes átfogó fehérjevizsgálatra, melynek során a peptideket – mint ionokat – fragmentálni képes ún. ütközés indukált disszociáció (collision induced dissociation, CID) révén. Ennek lényege, hogy a fragmentációban az ionokat gázmolekulákkal vagy atomokkal (pl. Ar) ütköztetik, melynek végeredménye specifikus peptidionok keletkezése és a viszonylag gyengébb kötések felhasadása. Gyakran a CID és a hasonló spektrométerek más eljárásokkal kombinációban használatosak, így például az ESI-vel (electronspray ionisation). Az ESI-MS módszerrel képzett alacsony energiája CID spektrum jórészt magas minőségű feldolgozást ad, és szekvencia specifitása hatékony.

### A peptid ionspektrum jellemzői
Jellemző, hogy mindegyik tandem tömegspektrum tartalmaz b és y ionokat (az a, b, c fragmentált ionok N-terminálisú, az x, y, z peptid ionok C-terminálisúak). Ezeket ún. diagnosztikus jellegű komponensnek hívják, aminosav oldalláncaikról specifikus csoportok szakadnak le a folyamat során, amely egy-egy fehérjecsaládra ill. funkcióra jellemzőek. Az adott mintában megjelenhet például szén-monoxid, amely a típusú peptidion jelenlétére utalhat. Tapasztalati eredmények alapján tudjuk, hogy az aminosavláncok belső fragmentációi igen gyakran prolin vagy aszparaginsav jelenlétének következménye. Ez azt is mutatja, hogy a kötések között differenciálódások vannak kötéserősség tekintetében, legalábbis alacsony energiájú CID spektrumokban.
Azok a peptidek, amelyek aszparaginsavat tartalmaznak hajlamosak a C-terminálissal szomszédos peptidkötés mellett hasadni. Ez az aszparaginsav azon tulajdonságának tudható be, hogy ilyen esetben átmeneti 6-szénatomos gyűrű képződhet az aszparaginsav karboxilsav oldallánca és a szomszédos peptidkötés között.
Mindezekből látható, hogy a peptid tömegspektrometria nagyban a szekvencia függvénye, elsőrendűen meghatározza az aminosav oldalláncok bázikussága, az oldalláncok felépítése és a töltöttségi állapot. Ha a fehérjét tegyük fel teljesen elemésztjük tripszinnel, mindegyik peptid C-terminálisán lizin vagy arginin fog helyet foglalni. Bizonyos okokból a fragmentált peptidionok relatív intenzitása CID esetében megjósolhatatlan. Néhány alapelv ismertté vált a folyamatban, sok sajátosság azonban még nem teljesen tisztázott.

### De Novo peptidszekvencia vizsgálat
Alapvető kérdés volt a CID spektrumok esetében, hogy pontosan meg tudjuk mondani, melyik peptidion tartozik az ún. b-ionsorozathoz és melyik az y-hoz. Enélkül ugyanis szekvenálás nem teljes körű. Ennek megoldására több elképzelés is született. Ilyen többek közt a PLS (protein ladder sequencing) szekvenálás, melynek alapja, hogy a peptid fragmentumok molekulasúlyai szerinti differenciálást veszik alapul.
| Analitikai módszer | Leggyakoribb proteomikai eljárás               | Előnye | Korlátozottságok | Példák, alkalmazások |
| ------------------ | ---------------------------------------------- | --- | --- | --- |
| SDS-PAGE           | Western blot, tömegspektrometria (MS)          | Könnyű használat, relatíve költségkímélő eljárás; membránfehérjék vizsgálatára is alkalmas; magas pH esetén használható | Korlátozott elválasztási hatékonyság | Nukleoporinokkal kölcsönható fehérjék detektálása (Saccharo- myces cerevisiae; NMDA receptor multiprotein-komplexek térbeli vizsgálata |
| 2D-PAGE            | Egyéb analitikai vizsgálatok megelőző eljárása | Jól kidolgozott vizsgálati módszer, sok hátránnyal; jó elválasztási hatékonyság, könnyen kombinálható az MS-sel         | Számos pontban manuális beavatkozást igényel; Magas sótartalmú mintákkal korlátozottan működik; LMW és HMW fehérjék esetén az érzékenysége alacsony | Általában tömegspektrometriai analízis megelőző lépéseként használatos; agaróz gél- elektroforézis; kromatofókuszálás;                 |

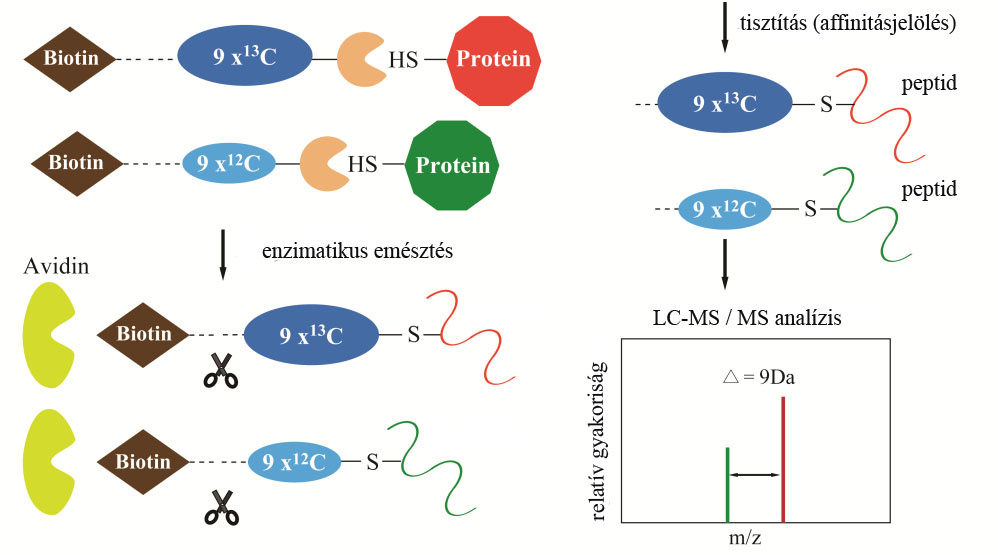
Peptid szekvenciaanalízis ICAT módszerrel

## Génexpressziós analízis
A proteomikai tömegspektrometria egy új ígéretes felhasználási területe nem csak a fehérjék azonosítását és mélyebb funkcionális szemléletét teszi lehetővé, hanem a génexpressziós folyamatoknak szintjeit is. Ilyen módszer, amikor kémiailag stabil, könnyen azonosítható izotópot adnak egy mintához (2H, 13C). A fehérjekeveréket (referencia minta) olyan mintával hasonlítják össze, amely ugyanazokat a fehérjéket tartalmazza, csak jelölten. Minthogy a két mintában a fehérjék gyakorlatilag azonosak, ugyanazokkal a tulajdonságokkal és sajátságokkal rendelkeznek az azonosítás (elválasztás, izolálás) során.
Chait és társai élesztőgombákat neveltek két típusú táptalajon: az első normál mennyiségben tartalmazott 15N izotópot (99,6% 14N), a másik kultúrában ennek az arányát megnövelték (> 96%). Egy adott növekedési periódusban a kultúrákat összevegyítették, és a kérdéses fehérjét HPLC (high performance liquid cromatography) kromatográfiával kivonták, majd gélelektroforézissel (SDS-PAGE) elválasztották. A beépült 15N izotópokat PMM (peptide mass mapping) technikával azonosították. 
A kvantitatív fehérjeanalízis egyik újszerű megoldása az ICAT (izotóp kódolt affinitás jelölés), amely lehetővé teszi fehérjék eltérő mintákból történő párhuzamos azonosítását a cisztein aminosavnak oxidációra érzékeny tiol-csoportja révén. A módszer azon alapszik, hogy a reakcióközegbe jódacetát-jódacetamid keveréket adnak, s míg előbbi negatív töltést képes átvinni a peptidekre, utóbbi nem, ami a keletkezett diszulfid-hidak számát befolyásolja. Ha két komponens arányát változtatjuk, akkor ennek révén a képződött diszulfid-hidak száma megbecsülhető, amiből számos funkcionális és térszerkezeti sajátságra lehet következtetni. Kísérletben nyúlszív sejtekből kivont fehérjefrakcióban vizsgálták a ciszteinek mennyiségét és a térszerkezeti viszonyokat. Az eredményekből kiderült, hogy oxidációt szenvedett cisztein tiol-csoportok száma a vártnál alacsonyabb volt, a jelenlévő magas oxidáló közeg ellenére.
| Festés                                 | Érzékenység (gr/fehérje) | Hatásfok | Vizualizáció                      | Költség         | Előnye                                              | Hátránya                                                  |
| -------------------------------------- | ------------------------ | -------- | --------------------------------- | --------------- | --------------------------------------------------- | --------------------------------------------------------- |
| Ezüstimpregnáció                       | 10-9                     | 10 ×     | Vizuális                          | Közepesen drága | Érzékenység, könnyű használat                       | Összetett, időigényes                                     |
| Ragyogó kék (Coomassie Brilliant Blue) | 10-8                     | 10 ×     | Vizuális                          | Kis költségű    | Gyors, könnyű használat                             | Érzékenységi szint alacsony                               |
| CCS (CollidalCoomassie Staining)       | 10-8                     | 10 ×     | Vizuális                          | Közepesen drága | Gyors, könnyű használat                             | Érzékenységi szint alacsony                               |
| Fluoreszcens rendszerek                | 10-9                     | 1 000 ×  | Előhívással, Transzilluminátorral | Drága           | Jó reprodukálhatóság                                | Felszerelést igényel                                      |
| Differenciál gélelektroforézis         | 10-5 – 10-9              | 10 000 × | Xenonlámpa                        | Drága           | Párhuzamosan vizsgálható minták ugyanabban a gélben | Izoelektromos fókuszálás esetén anomáliát okoz a mintában |

## Növényi szövetek 2 dimenziós térképezése
Kiemelkedő eredményeket értek el Tsugita és társai (1996) rizs és Arabidopsis szövetek proteomikai kísérletei során. A különböző szövetekből származó fehérjéket Edman szekvenciaanalízissel azonosították. Sajnos a technológiai eljárások többsége ma még mindig nem alkalmas, hogy tetszőleges mélységben, minden szövetre és fehérjefrakcióra kiterjedő differenciált képet lehessen alkotni növényi szövetek fehérjéiről. Növényi proteomikai tanulmányok főleg specifikus szubcelluláris proteomokat, protein komplexeket érintettek, mint plazmamembránok, gyökérszövetek, mitokondriumok és kloroplasztiszok. Ilyen és hasonló kutatások több részletét tárták fel például a nitrogén-fixáló baktériumok és a gyökér összetett szimbiotikus viszonyának.
Jelenleg a növényi proteomokkal kapcsolatos publikációk nagy része kloroplasztiszokkal foglalkozik (pl. van Wijk, 2000). A chloroplasztisz fehérjeösszetettségére vonatkozóan tudvalevően 2500 – 3000 fehérje az, ami expresszíven dinamikus struktúrát biztosít ennek a sejtszervecskének. Joyard és társai frakcionálási módszerrel majd ezt követően SDS-PAGE technikával nyertek ki kloroplasztisz proteineket (Ferro, 2000). Az elválasztás során kloroform / metanol elegyet használtak, amelyben a hidrofób részek megoszlási aránya arányos volt a sejtmátrix és a transzmembrán régiók közti aránnyal. A 30S és 50S riboszómákat szintén 2-DE-vel, kromatográfiával, tömegspektrometriával és Edman-bontással analizálták (Yamaguchi és társai, 2000). Eredményük szerint a spenót plasztisz riboszóma 59 fehérjéje közül 53 E. coli homológ, 6 pedig nem-riboszomális plasztisz specifikus fehérje (PSRP). Ezek közül számos posztranszlációsan modifikált. A szerzők úgy vélik, hogy a PSRP-k valószínűleg a plasztisz transzlációs mechanizmusaiban és annak szabályzásában játszanak szerepet, beleértve a tilakoid membrán transzlokációs/targeting működését.
Peltier 2001-ben gélelektroforézis, MALDI-TOF és nano-ESI-MS révén egy 350 kDa-os proteáz komplexet írt le az Arabidopsis kloroplasztjában. A felfedezett ClpP fehérje nem tartozott a Clp gének családjába. A borsó tilakoidok oldható és periferiális fehérjéinek átfogó vizsgálatát szintén Edman-bontással és bioinformatikai eljárással térképezték fel. Az izoformák korrekciójával kiderült, hogy a tilakoidok legalább 200 – 230 különböző lumenben elhelyezkedő és periferiális fehérjét tartalmaznak, ebből 61-et azonosítottak funkció alapján, a 40%-azonban ismeretlen szerepű. Meglepő, hogy a leírt fehérjék (lumenben lévő) fele iker-arginin motívumot alkotott, amely azt feltételezte, hogy ezek az ún. TAT útvonalon transzlokálódnak (Keegstra és Cline, 1999).

### Lehetőségek és korlátok növényi proteomikában
Fehérjék azonosítását és leírását Edman szekvenciaanalízissel és tömegspektrometriával nagyban felgyorsította a genomi EST (expressed sequenced tag) szekvenciák – egyedileg expresszálódó génszakaszok – megismerése. Az Arabidopsis genom az első, amelynek génszekvenciája teljes egészében (virtuálisan) rendelkezésre áll. Technikai szempontból az Arabidopsis az egyik legalkalmasabb kísérleti modell. Ha ismertek az EST szekvenciák, ESI-MS vagy MALDI eljárások kombinációjával valószínűleg elérhető bármely fehérje azonosítása, természetesen ez nagyban függ az EST adatbázisok nagyságától. Tipikus hiányossága az EST-nek, hogy nagyon sok fehérje szekvencia csak nagyon hiányosan lefedett és a jelentős gap-ek egyelőre nem azonosíthatók. A homológia azonosságon alapuló kutatások nagyrészt MS/MS, MALDI-TOF PSD (PSD – post source decay) módszert használják. Ez hasznosnak bizonyult, ugyanis a növények genetikai szinten nagyfokú homológiát mutatnak intergenetikus értelemben. A MALDI-TOF talán az egyedüli hagyományos proteomikai módszer, amely közepesen hatékony abban az esetben amikor nagy mennyiségű peptid tömeg áll rendelkezésre, ekkor ugyanis nagyobb az esély a homológ szekvenciák által biztosított lefedések elérésére (Chang, 2000).